# Ryston with Roxham
Ryston with Roxham var en civil parish fram till 1935 när den uppgick i civil parish Ryston, i grevskapet Norfolk i England. Civil parish var belägen 4 km från Downham Market och hade 44 invånare år 1931.